# 关桥城址
关桥城址，位于宁夏回族自治区中卫市海原县关桥行政村关桥自然村，是中华人民共和国宁夏回族自治区文物保护单位之一。
2010年12月6日，授予宁夏回族自治区文物保护单位，是一座古遗址。